# Jodie Bowering
Jodie Bowering, född den 7 juli 1982 i Redcliffe, Queensland, är en australisk softbollspelare.
Hon tog OS-brons vid de olympiska softboll-turneringarna vid olympiska sommarspelen 2008 i Peking.